# Кесельдорф
Кесельдорф (фр. Kesseldorf) — коммуна на северо-востоке Франции в регионе Гранд-Эст (бывший Эльзас — Шампань — Арденны — Лотарингия), департамент Нижний Рейн, округ Агно-Висамбур, кантон Висамбур. До марта 2015 года коммуна административно входила в состав упразднённого кантона Сельц (округ Висамбур).
Площадь коммуны — 7,26 км², население — 405 человек (2006) с тенденцией к росту: 422 человека (2013), плотность населения — 58,1 чел/км².

## Население
Население коммуны в 2011 году составляло 434 человека, в 2012 году — 428 человек, а в 2013-м — 422 человека.
| 1962 | 1968 | 1975 | 1982 | 1990 | 1999 | 2006 | 2008 | 2011 | 2012 | 2013 |
| ---- | ---- | ---- | ---- | ---- | ---- | ---- | ---- | ---- | ---- | ---- |
| 306  | 307  | 332  | 320  | 317  | 331  | 405  | 429  | 434  | 428  | 422  |

Динамика населения:

## Экономика
В 2010 году из 316 человек трудоспособного возраста (от 15 до 64 лет) 253 были экономически активными, 63 — неактивными (показатель активности 80,1 %, в 1999 году — 72,2 %). Из 253 активных трудоспособных жителей работали 230 человек (120 мужчин и 110 женщин), 23 числились безработными (12 мужчин и 11 женщин). Среди 63 трудоспособных неактивных граждан 19 были учениками либо студентами, 23 — пенсионерами, а ещё 21 — были неактивны в силу других причин.